# Montreux ’77 (album Tommy’ego Flanagana)
Montreux ’77 – album muzyczny amerykańskiego pianisty jazzowego Tommy’ego Flanagana.
Płyta powstała 13 lipca 1977 w Mountain Recording Studios w Montreux (Szwajcaria). Jedna z niewielu płyt Flanagana w tym okresie (ze względu na wieloletnią i absorbującą współpracę z Ellą Fitzgerald pianista rzadko nagrywał własne albumy). LP wydany w 1977 przez Pablo Records (2308-202). Reedycja na CD w 1989 (w serii Original Jazz Classics) zawierała dodatkowo utwór „Heat Wave” (Pablo Records OJCCD-372-2).

## Muzycy
- Tommy Flanagan – fortepian
- Keter Betts – kontrabas
- Bobby Durham – perkusja

## Lista utworów LP
Strona A
| 1. | „Barbados” (Charlie Parker)                                                                               | 9:25  |
|    | |       |
| 2. | Medley:                                                                                                   | 8:28  |
|    | - „Some Other Spring” (Arthur Herzog Jr., Irene Kitchings) - „Easy Living” (Ralph Rainger, sł. Leo Robin) |       |
|    | | 17:53 |
|    | |       |
Strona B
| 3. | Medley: | 6:56  |
|    | - „Star Crosed Lovers” (Billy Strayhorn, Duke Ellington) - „Jump For Joy” (Ellington, Sid Kuller, Paul Francis Webster) |       |
| 4. | „Woody'n You” (Dizzy Gillespie)                                                                                         | 5:42  |
|    | |       |
| 5. | „Blue Bossa” (Kenny Dorham)                                                                                             | 8:08  |
|    | |       |
|    | | 20:46 |
|    | |       |

## Lista utworów CD
| 1. | „Barbados” (Charlie Parker)                                                                                                  | 9:25  |
|    | |       |
| 2. | Medley: | 8:28  |
|    | - „Some Other Spring” (Arthur Herzog Jr., Irene Kitchings) - „Easy Living” (Ralph Rainger, sł. Leo Robin)                    |       |
| 3. | Medley: | 6:56  |
|    | - „Star Crosed Lovers” (Billy Strayhorn, Duke Ellington) - „Jump For Joy” (Duke Ellington, Sid Kuller, Paul Francis Webster) |       |
| 4. | „Woody'n You” (Dizzy Gillespie)                                                                                              | 5:42  |
|    | |       |
| 5. | „Blue Bossa” (Kenny Dorham)                                                                                                  | 8:08  |
|    | |       |
| 6. | „Heat Wave” (Irving Berlin)                                                                                                  | 8:25  |
|    | |       |
|    | | 47:04 |
|    | |       |

## Informacje uzupełniające
- Produkcja – Norman Granz
- Projekt okładki – Norman Granz, Bill Smith
- Remiksy – Val Valentin